# Šport u 1927.
◄◄ | ◄ | 1924. | 1925. | 1926. | 1927.  | 1928. | 1929. | 1930. | ► | ►►
Arhitektura • Astronomija • Biologija • Film • Fotografija • Glazba • Kazalište • Kemija • Kiparstvo • Knjige • Književnost • Kršćanstvo • Meteorologija • Medicina • Planinarstvo • Politika • Pravo • Promet • Slikarstvo • Strip • Šport • Televizija • Znanost • Zrakoplovstvo • Željeznički promet
Šport u 1927.

## Svijet

### Natjecanja

#### Kontinentska natjecanja

##### Europska natjecanja
Od 31. kolovoza do 5. rujna – Europsko prvenstvo u vaterpolu u Bologni u Italiji: prvak Mađarska

### Osnivanja
- FK Dinamo Minsk, bjeloruski nogometni klub
- Hapoel Tel-Aviv FC, izraelski nogometni klub
- A.S. Roma, talijanski nogometni klub
- FK Dinamo Kijev, ukrajinski nogometni klub

## Vanjske poveznice
|  | Zajednički poslužitelj ima još gradiva o temi Šport u 1927. |